# 约翰内斯·邦弗雷雷
约翰内斯·邦弗雷雷（Johannes Bonfrere，1946年6月15日—），是一名荷兰足球教练。

## 简介
1996年，邦弗雷雷率领尼日利亚国奥队参加亚特兰大奥运会夺得足球项目的金牌，这可算是其生涯中最成功的一次执教。同年邦弗雷雷带着奥运会夺冠的成功执教卡塔尔国家队带领球队获得海湾杯亚军，但在世界杯预选赛成绩不佳被卡塔尔足协解雇。
1998年，邦弗雷雷再次执教卡塔尔国家队，不过依然未能取得成功。此后邦弗雷雷执教过阿联酋球队阿赫达，並短暂担任过阿联酋国家队的主教练。1999年重新回到尼日利亚队。球队在非洲杯和以及世界杯预选赛战绩不佳，令他在2001年4月再次被卡塔尔足协解雇。此外，邦弗雷雷曾率领阿赫达夺得了2000-2001赛季阿联酋足球联赛的冠军。
2003年，邦弗雷雷出任埃及球队阿赫利的主教练，同年5月即被解雇。2004年6月，邦弗雷雷出任韩国国家队主教练。在韩国执教的14个月中，邦弗雷雷率领球队在世界杯预选赛提前出线，执教期间韩国队征战国际A级赛事的成绩为4胜5平5负难令韩国人满意，结果被解雇。
2006年12月，邦弗雷雷来到中国，执教中超球队大连实德。2007年12月，邦弗雷雷第三次执教阿赫达与球队签订了6个月的合同。
2011年6月，邦弗雷雷重返中国执教，因河南建业在中超联赛成绩不佳再次更換主教练，宣布由邦弗雷雷担任球队的主教练。但由于合同条款未达一致，邦弗雷雷在率领球队参加四场联赛后才与河南建业正式签订合同。2011年赛季结束后，邦弗雷雷不与河南建业续约。